# Porta cirio pascual
Un porta cirio pascual es un candelero muy alto (también puede ser una columna), generalmente elaborado artísticamente, que en una iglesia está destinado a colocar el cirio de Pascua .

## Simbolismo
De acuerdo con el significado litúrgico del cirio pascual como representación de Cristo y signo de la victoria pascual, los porta cirios se fabrican desde la antigüedad con materiales preciosos y están ricamente decorados con imágenes y ornamentos . Los poderes vencidos de la muerte y el pecado a menudo se representan mediante símbolos bíblicos. De esta forma, el porta cirio pascual se convierte en un equivalente cristiano de la columna triunfal clásica y romana, y en un símbolo representativo de la salvación.

## Ejemplos
En España destaca un ejemplar, el Porta Cirio Pascual de la Catedral de Toledo, escultural y dotado de un sistema mecánico interior para el cambio de cirio pascual.

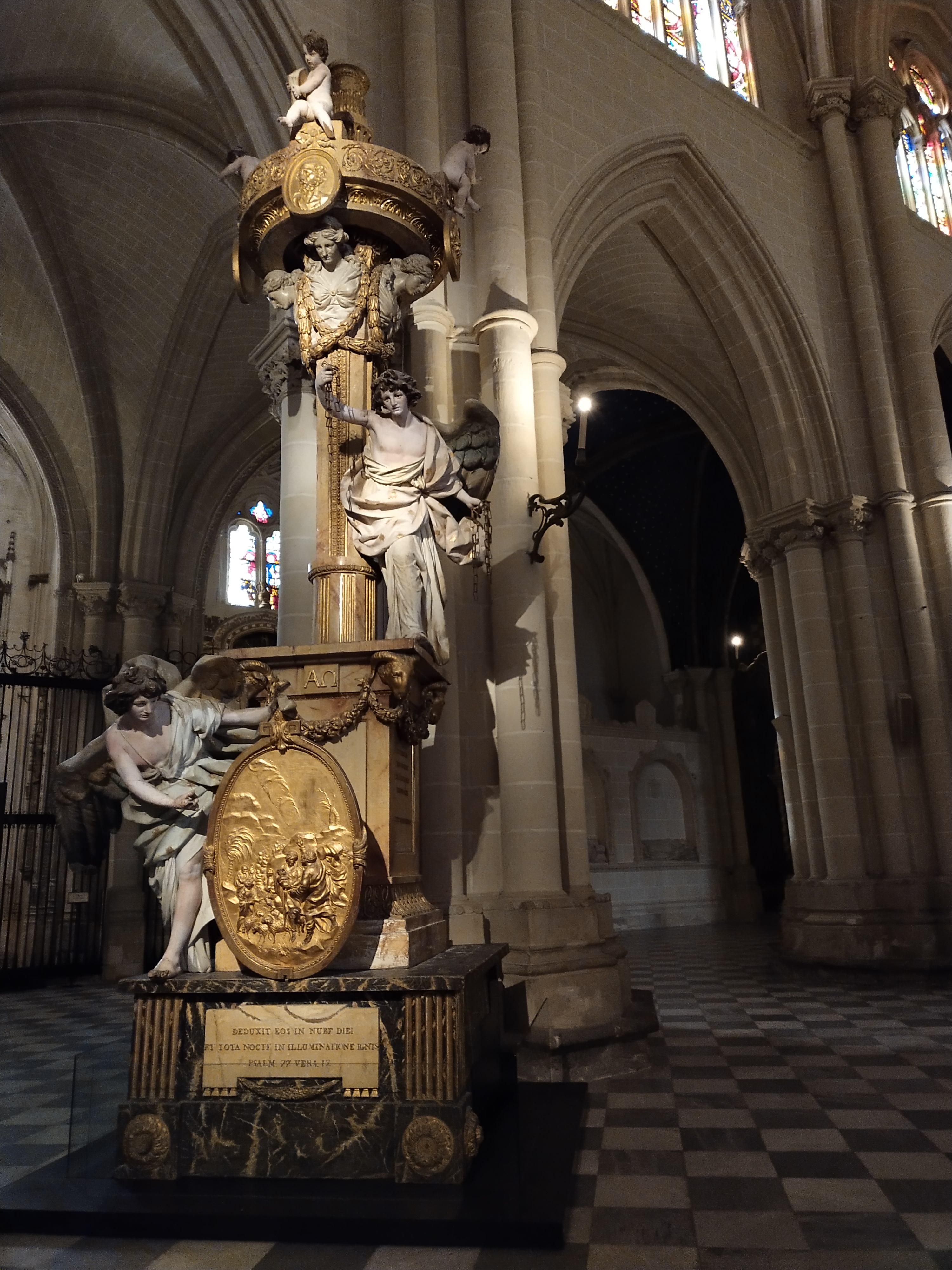
El escultural Porta Cirio Pascual de la Catedral de Toledo.
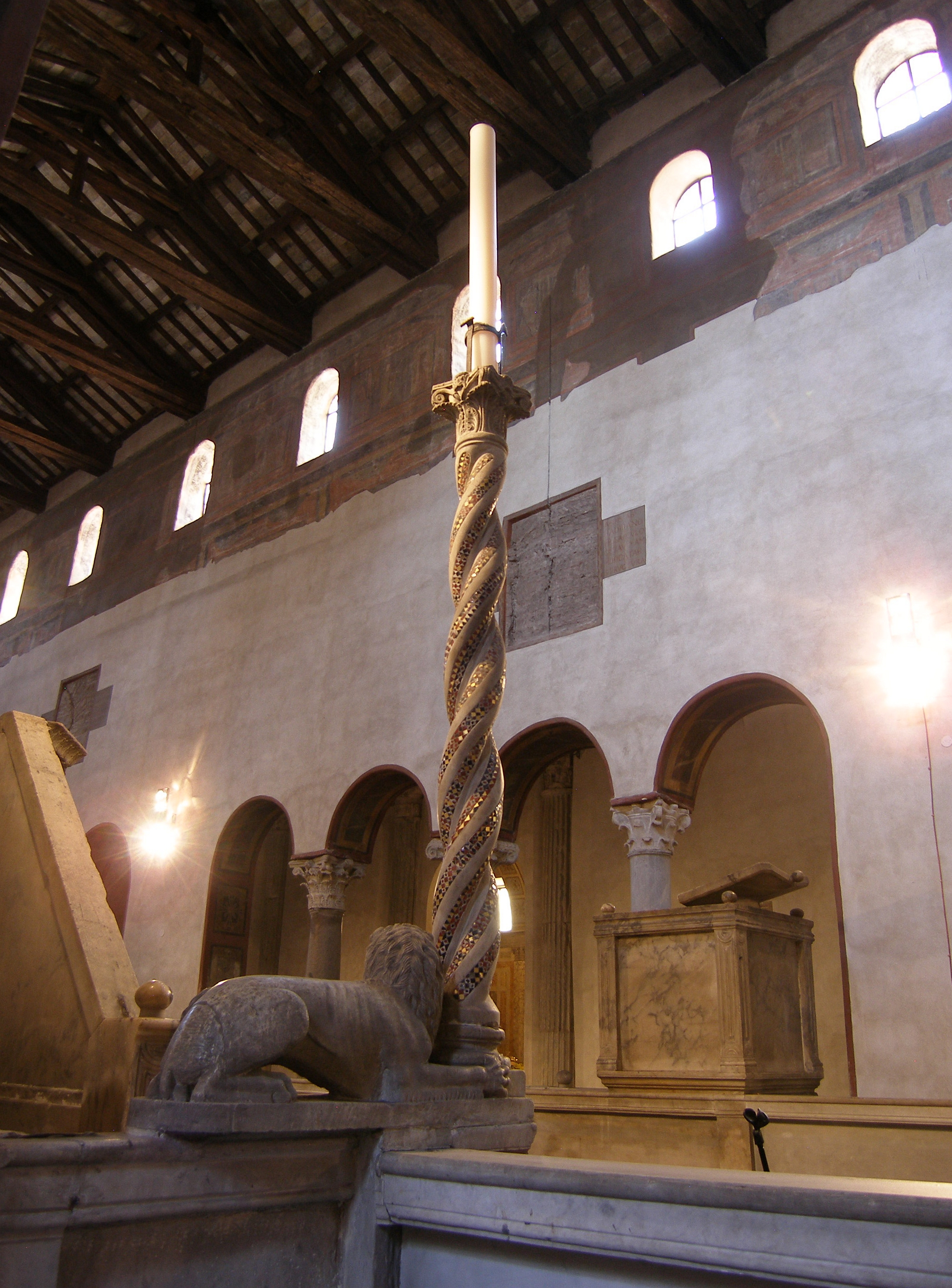
Porta cirio a modo de columna en la Basílica de Santa María en Cosmedin de Roma.
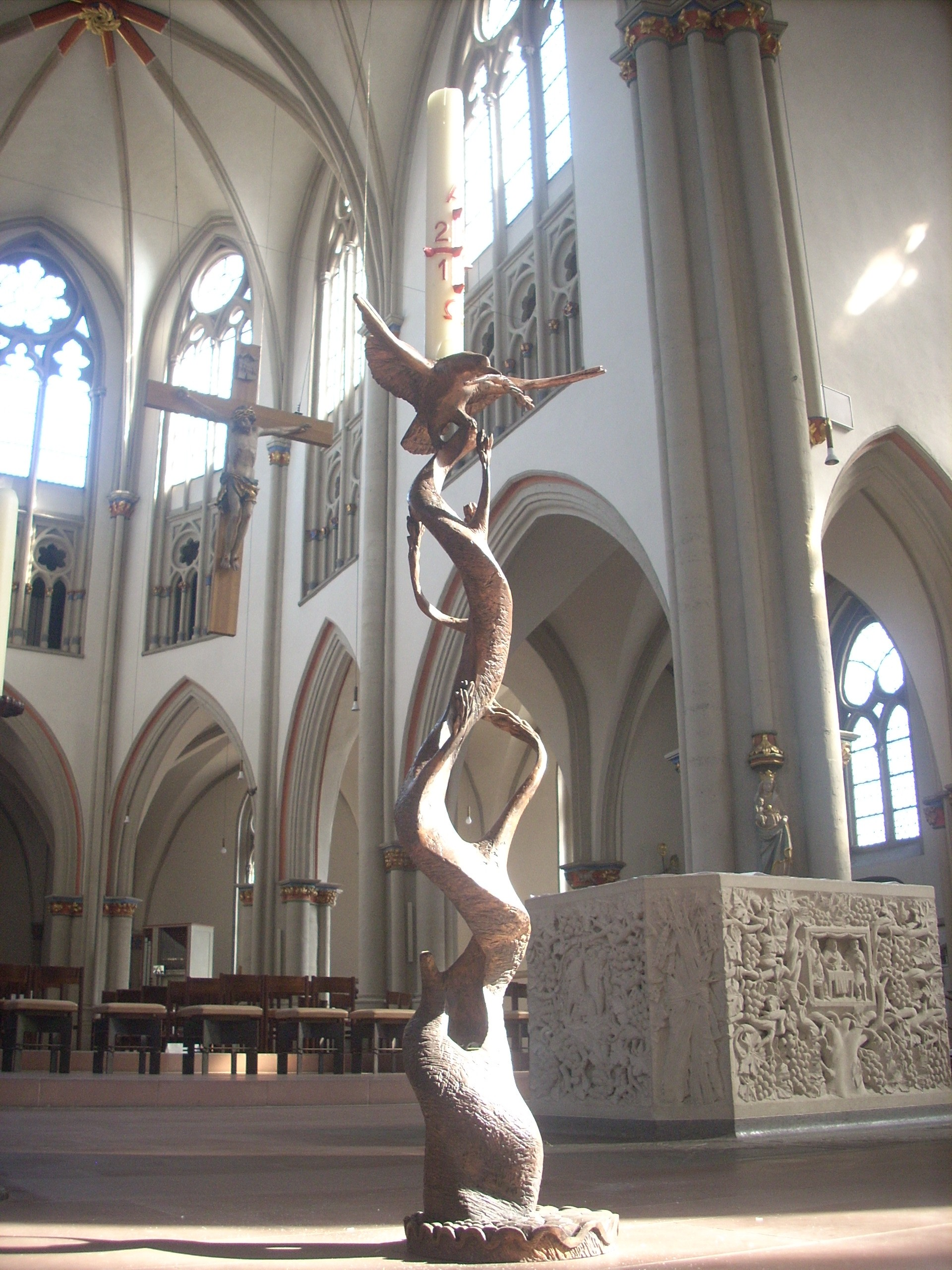
Un candelero pascual moderno en Alemania.
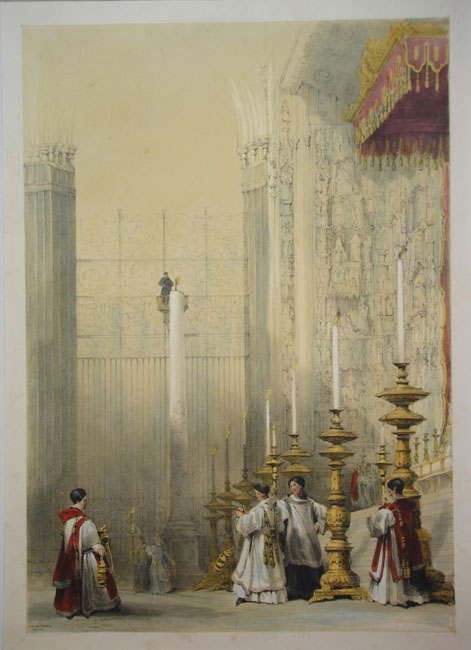
Cirios pascuales sobre porta cirios, Sevilla en el s. 19 (litografía).
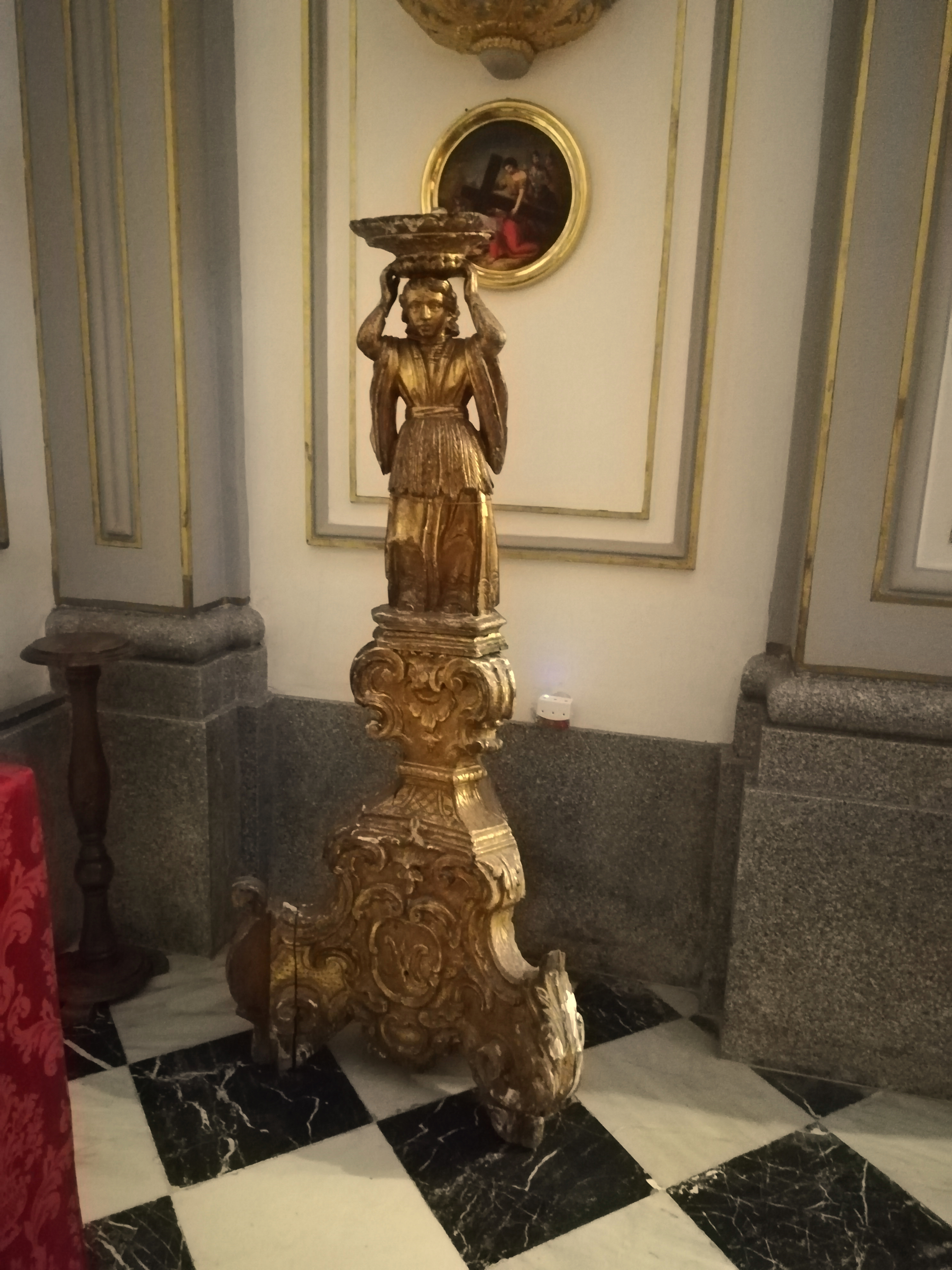
Porta cirios de la Catedral de la Asunción de Ceuta.